# Wajira grahamiana
Wajira grahamiana là một loài thực vật có hoa trong họ Đậu. Loài này được (Wight & Arn.) Thulin & Lavin mô tả khoa học đầu tiên năm 2004.